# Признак Фабрикантова
Признак Фабрикантова или пятна Фабрикантова в судебной медицине — неспецифический признак смерти от общего переохлаждения организма, названный в честь советского судебного медика Л. А. Фабрикантова, который описал его в 1955 году работая ассистентом кафедры судебной медицины Ростовского медицинского института.
Признак Фабрикантова диагностируется в тех случаях, когда в слизистой оболочке лоханок почек умершего наблюдаются полиморфные мелкоточечные кровоизлияния ярко-алого цвета. Этот симптом встречается не так часто, как, например, пятна Вишневского и, помимо гибели от холода, может проявиться также в случаях летального отравления углекислотой, смерти от механической асфиксии и из-за действия ряда других факторов. 